# إقليم تطوان
إقليم تطوان هو أحد الأقاليم المغربية، ينتمي لجهة طنجة تطوان الحسيمة ويقع شمال البلاد في جبال الريف، يطل على البحر الأبيض المتوسط ويُمثل الحدود الشمالية لعمالة المضيق الفنيدق. الإقليم يضم 613.506 ساكنا (2004).

## السكان
ارتفع عدد سكان مدينة تطوان من 141.620 نسمة سنة 1971 إلى 205.246 نسمة سنة 1982 ثم إلى 277.516 نسمة سنة 1994، وبالتالي فإن المعدل السنوي لنمو السكان بلغ 3.39% بين 1971 و1982، و2.55% بين 1982 و1994.
إلا أنه على مستوى الإقليم يلاحظ تباين كبير من جهة إلى أخرى. وعموما نجد أن المراكز الحضرية الصغيرة هي التي عرفت أعلى المعدلات، بينما اتصف نمو بعض الجماعات القروية بضعفه الملحوظ، وإن كان قد عرف معدلات في فترة 1982 و1994 تفوق في جميع الخالات معدل تزايد السكان الريفيين على المستوى الوطني.
وعلى مستوى الكثافات السكانية، فإننا نجد كذلك أن جميع جماعات المجال المدروس للإقليم (إقليم تطوان) ذات كثافة تفوق المعدل الوطني الذي يبلغ 36.7 نسمة في الكيلومتر المربع سنة 1994، وذلك لأنها تستقطب مجموعة من السكان الذين يشتغلون بالمدينة فضلا عن غنى اقتصادها الفلاحي، خصوصا وأنها تمتد على مساحة كبيرة من سهل مرتيل.
| تطور النمو الديموغرافي إقليم تطوان بين 1971 و 2004 |         |         |         |
| 1971                                               | 1982    | 1994    | 2004    |
| 141.620                                            | 205.246 | 277.516 | 320.539 |
|                                                    |         |         |         |

## المناطق الكبرى[4]
| الجماعة         | عدد السكان (2 سبتمبر 1994) | عدد السكان (2 سبتمبر 2004) |
| --------------- | -------------------------- | -------------------------- |
| تطوان           | 276.833                    | 320.539                    |
| Al Oued         | 10.146                     | 11.135                     |
| أزلا            | 10.091                     | 12.611                     |
| زاوية سيدي قاسم | 9.479                      | 10.495                     |
| ولاية الحمراء   | 8.698                      | 10.156                     |
| Beni Harchen    | 8.006                      | 7.646                      |

## التقسيم الإداري
:

### البلديات
- ود لاو
- تطوان

### الجماعات القروية
| - عين الحصن - الحمراء - الخروب (قرية) - الواد (قرية) - أزلا - ابغاغزة - بني حرشان - بني يدر - بني ليت - بني سعيد | - دار بن قريش - جبل لحبيب - ملاليين - أولاد علي منصور - صدينة - السحتريين - سوق القديم - الزيتون (قرية) - زاوية سيدي قاسم - الزينات |